# خط طول 68° شرق
خط طول 68° شرق هو أحد خطوط الطول الجغرافية، والتي تمتد من القطب الشمالي الجغرافي إلى القطب الجنوبي الجغرافي، وحسب التحويل الزمني يتقدم خط طول 68° شرق عن خط غرينتش بـ4 ساعات و32 دقيقة.

## من القطب إلى القطب
ينطلق خط طول 68° شرق من القطب الشمالي نحو القطب الجنوبي مرورا بالمناطق التي ترد في الجدول التالي:
| الإحداثيات                         | البلد أو الإقليم أو البحر | ملاحظات                                                                                              |
| ---------------------------------- | ------------------------- | --- |
| 90°0′N 68°0′E / 90.000°N 68.000°E  | المحيط المتجمد الشمالي    | |
| 81°0′N 68°0′E / 81.000°N 68.000°E  | بحر بارنتس                | |
| 77°0′N 68°0′E / 77.000°N 68.000°E  | روسيا                     | جزيرة سيفيرني, نوفايا زيمليا                                                                         |
| 76°14′N 68°0′E / 76.233°N 68.000°E | بحر كارا                  | |
| 71°31′N 68°0′E / 71.517°N 68.000°E | روسيا                     | شبه جزيرة يامال                                                                                      |
| 69°28′N 68°0′E / 69.467°N 68.000°E | بحر كارا                  | Baydaratskaya Bay                                                                                    |
| 68°25′N 68°0′E / 68.417°N 68.000°E | روسيا                     | |
| 54°57′N 68°0′E / 54.950°N 68.000°E | كازاخستان                 | |
| 41°2′N 68°0′E / 41.033°N 68.000°E  | أوزبكستان                 | |
| 40°51′N 68°0′E / 40.850°N 68.000°E | كازاخستان                 | لحوالي 6 km                                                                                          |
| 40°48′N 68°0′E / 40.800°N 68.000°E | أوزبكستان                 | |
| 39°36′N 68°0′E / 39.600°N 68.000°E | طاجيكستان                 | |
| 39°1′N 68°0′E / 39.017°N 68.000°E  | أوزبكستان                 | |
| 37°42′N 68°0′E / 37.700°N 68.000°E | طاجيكستان                 | |
| 36°56′N 68°0′E / 36.933°N 68.000°E | أفغانستان                 | |
| 31°39′N 68°0′E / 31.650°N 68.000°E | باكستان                   | بلوشستان (باكستان) السند (إقليم)                                                                     |
| 23°47′N 68°0′E / 23.783°N 68.000°E | المحيط الهندي             | |
| 60°0′S 68°0′E / 60.000°S 68.000°E  | المحيط الجنوبي            | |
| 67°51′S 68°0′E / 67.850°S 68.000°E | القارة القطبية الجنوبية   | الإقليم الأسترالي في القارة القطبية الجنوبية, المطالب الإقليمية بالقارة القطبية الجنوبية by أستراليا |